# Гленко (Алабама)
Гленко (енгл. Glencoe) град је у америчкој савезној држави Алабама. По попису становништва из 2010. у њему је живело 5.160 становника.

## Демографија
Према попису становништва из 2010. у граду је живело 5.160 становника, што је 8 (0,2%) становника више него 2000. године.
| Група             | 2000.         | 2010.         |
| Белци             | 4.981 (96,7%) | 4.949 (95,9%) |
| Афроамериканци    | 89 (1,7%)     | 69 (1,3%)     |
| Азијати           | 9 (0,2%)      | 25 (0,5%)     |
| Хиспаноамериканци | 18 (0,3%)     | 42 (0,8%)     |
| Укупно            | 5.152         | 5.160         |